# Лусеро Суарез
Лусеро Суарез (шп. Lucero Suárez) мексичка је телевизијска продуценткиња продукцијске куће Телевиса.

## Као извршни продуцент
| Година:    | Српски наслов:   | Оригинални наслов: | Главне улоге:                                |
| ---------- | ---------------- | ------------------ | -------------------------------------------- |
| 2015.      | /                |                    | Есмералда Пиментел и Хуан Дијего Коварубијас |
| 2013.      | /                |                    | Ливија Брито и Хуан Дијего Коварубијас       |
| 2011-2012. | /                |                    | Елизабет Алварез и Дијего Оливера            |
| 2010.      | /                |                    | Ингрид Мартс и Хорхе Аравена                 |
| 2008.      | /                |                    | Ана Лајевска и Габријел Сото                 |
| 2006-2007. | /                |                    | Ана Лајевска и Рафаел Амаја                  |
| 2005.      | /                |                    | Дана Паола и Хорхе Трехо                     |
| 2003.      | Поново заљубљени |                    | Иран Кастиљо и Валентино Ланус               |
| 2001.      | /                |                    | Данијела Кастро и Армандо Араиза             |
| 1998.      | /                |                    | Наталија Есперон и Едуардо Сантамарина       |
| 1996.      | /                |                    | Офелија Медина и Ексекјел Лавандерос         |

## Помоћни продуцент
| Година:    | Оригинални наслов: |
| ---------- | ------------------ |
| 1992-1993. |                    |

## Директорка продукције
| Година:    | Оригинални наслов: |
| ---------- | ------------------ |
| 1990-1991. |                    |
| 1988.      |                    |
| 1986-1987. |                    |
| 1986.      |                    |
| 1985.      |                    |

## Сценариста
| Година:    | Оригинални наслов: |
| ---------- | ------------------ |
| 2011-2012. |                    |
| 2010.      |                    |
| 2008.      |                    |
| 1998.      |                    |

## Директорка сцене у локацији
| Година: | Оригинални наслов: |
| ------- | ------------------ |
| 1998.   |                    |

## Најбоља теленовела
| Година: | Категорија:        | Теленовела: | Резултат:  |
| ------- | ------------------ | ----------- | ---------- |
| 2016.   | Најбоља теленовела |             | Номинована |
| 2014.   | Најбоља теленовела |             | Номинована |
| 2009.   | Најбоља теленовела |             | Номинована |
| 2007.   | Најбоља теленовела |             | Номинована |